# Free Republic
Free Republic est un site et un forum Internet des républicains et néoconservateurs, principalement américains. Il a été créé en 1996 par Jim Robinson depuis Fresno en Californie. Il se définit lui-même comme « le premier rassemblement indépendant du conservatisme de masse sur internet. » D'après Ivor Tossell du journal canadien Globe and Mail, Free Republic fut, durant la campagne présidentielle américaine de 2004, « au centre du réseau des sites internet qui ont révélé le caractère fallacieux des notes au sujet du service militaire de George W. Bush au Viêt Nam. Ces notes avaient été dévoilées par CBS News et avaient coûté son poste à Dan Rather. »
La tendance politique générale de Free Republic après les attentats du 11 septembre 2001 a changé, non sans heurt. D'un libertarianisme et d'une défiance envers le conservatisme du Président Bush, il est passé à un soutien à Bush sur la plupart des sujets. Comme les conflits prenaient de plus en plus d'importance, les modérateurs ont eu recours à la censure et ont exclu de nombreux membres dont certains participaient au forum depuis plusieurs années. D'autre part, des appels au meurtre émanant de certains membres du site ont suscité la critique des médias et des blogueurs depuis la création du forum.
En outre, le site a poussé les membres à contenir leurs différends sur les politiques et les personnalités au sein du Parti Républicain et de ses primaires. Robinson, en particulier, a fermement découragé les discussions autour des tiers partis (partis autres que les deux partis majoritaires) qui selon lui, favoriseraient l'élection des démocrates.

## La déclaration de 2004 du fondateur du site
« En tant que site conservateur, Free Republic est pro-Dieu, pro-vie, pro-famille, pro-Constitution, pro-Bill of Rights, pour le port d'armes, pour une intervention limitée de l'État, pour les droits de propriété, pour des impôts faibles, pour le capitalisme, pour la défense nationale, pour la liberté et pour l'Amérique. Nous nous opposons à toutes les formes de libéralisme, de socialisme, de fascisme, de pacifisme, de totalitarisme, d'anarchisme, d'athéisme forcé par le gouvernement, d'encouragement à l'avortement, à l'homosexualité, de féminisme, de racisme, d'écologisme, de justice partiale, etc. Nous nous opposons également aux Nations unies ou à tout autre gouvernement supranational qui pourrait tenter d'imposer sa volonté et ses règles au-delà des nations souveraines et des peuples souverains. Nous croyons à la défense de nos frontières, à notre Constitution et à notre souveraineté nationale. »

## Forums

### Forme et politique
Il n'est pas rare pour les utilisateurs, qui se nomment entre eux des « freepers », de se voir exclus pour avoir exprimé une opinion contraire aux buts du site. Cela donne l'impression qu'il n'y a pas d'opinions ou d'éléments discordants. Par exemple, en février 2005, en réponse à une divergence de points de vue au sujet de la politique d'immigration, beaucoup de membres qui préconisaient des contrôles de l'immigration plus strictes par rapport à une politique de « frontières ouvertes » ont été exclus. Nombre de ces membres participaient depuis longtemps au forum. Bannir du site un utilisateur implique le blocage de son adresse IP.

### Influence des sondages
Les sites des médias (journaux, chaînes de télévision, ainsi qu'AOL) font occasionnellement des sondages en ligne qui n'utilisent pas les méthodes d'échantillonnage habituelles, mais invitent tout le monde à répondre. Certains messages du forum Free Republic, le plus souvent sous-titrés « Freep this poll! » encouragent les membres du site à voter en masse dans un de ces sondages. Le but est d'influencer les sondages pour qu'ils reflètent l'opinion des membres de Free Republic. En outre, certains utilisateur du forum trouvent des moyens de voter des centaines de fois alors qu'il n'est normalement autorisé qu'un seul vote.

## Organisation des événements

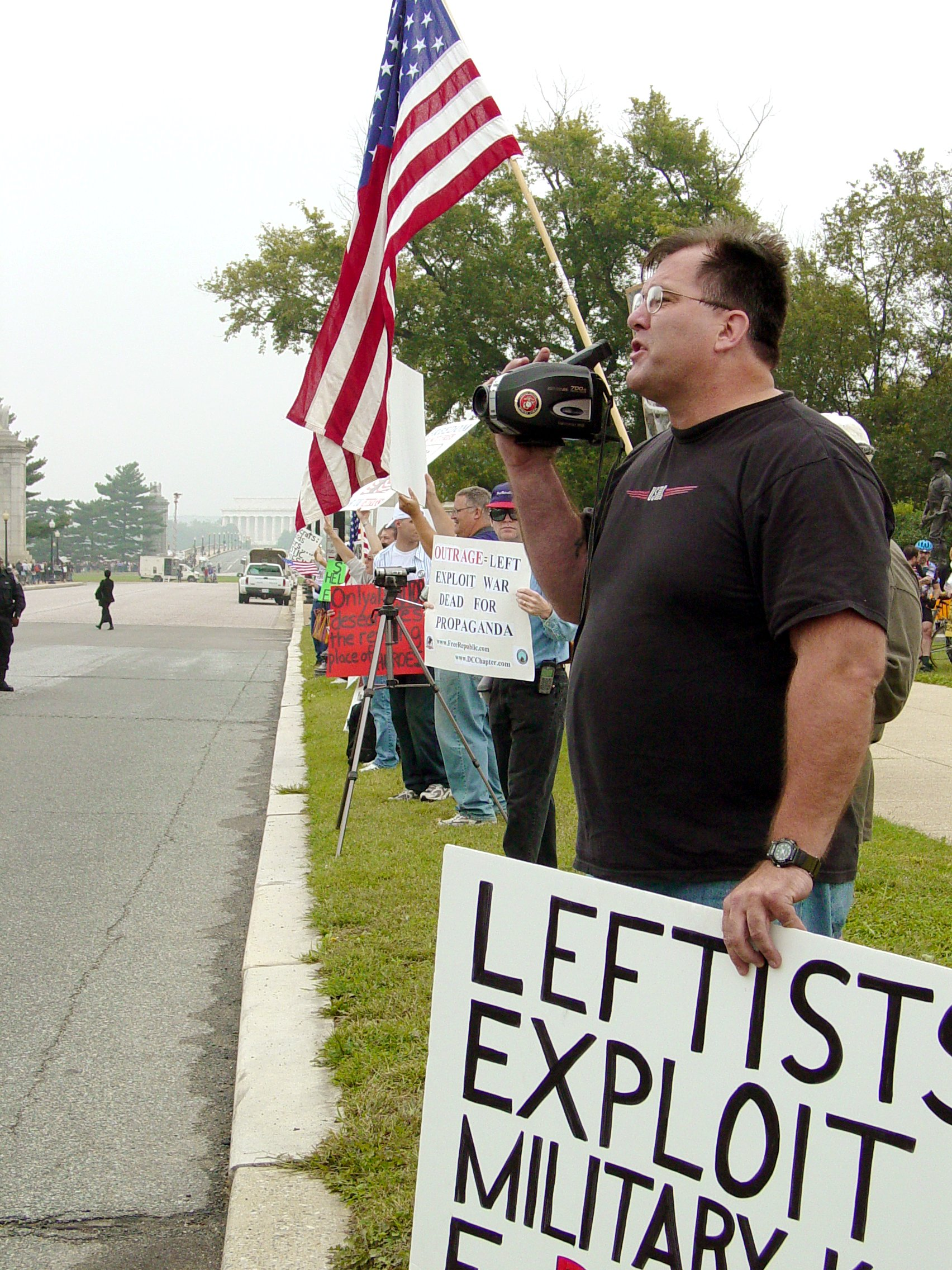
Des membres de la section Free Republic de Washington lors d'une contre-manifestation en réaction à un rassemblement anti-guerre au cimetière national d'Arlington, le 2 octobre 2004.

À l'intérieur de Free Republic, il y a des sections locales qui se sont organisées à travers des ping lists, des courriels et des courriels internes à Free Republic.
Les sections les plus actives organisent des manifestations dans la vraie vie, qu'ils appellent des « Freeps ». Souvent ce sont des contre-manifestations, en réponse aux manifestations des groupes auxquels ils s'opposent. Les Freepers se rassemblent en un endroit préalablement déterminé, avec des panneaux et des bannières généralement conçus et dessinés à la main par certains membres.
Le journaliste Kerry Lauerman de Salon.com, un magazine d'informations sur Internet, a décrit l'un de ces Freeps en 2001. Selon lui, plusieurs Freepers avaient payé 20 dollars chacun pour assister à une conférence à laquelle des politiciens conservateurs et des intellectuels de différents milieux ont abordé les sujets habituels, les droits de l'homme et la question des nouveaux médias. Le moment le plus intense de la soirée fut la présentation d'un grand drapeau confédéré à « Bob Johnson, de Los Angeles, pour avoir été le fer de lance du réseau Free Republic ».
En 2005, Free Republic a participé à l'organisation d'un « Freep » à Washington D.C., dans le but de soutenir les soldats américains et en opposition à la manifestations anti-guerre du 24 septembre 2005 qui avait attiré environ 100 000 personnes. La chef de la section Free Republic de Washington, Kristinn Taylor, qui est aussi la porte-parole, aurait déclaré que Free Republic attendait 20 000 personnes lors du rassemblement pro-militaire, présentant celui-ci comme un moment pour honorer les troupes combattant dans le cadre de la guerre contre le terrorisme en Irak, en Afghanistan et partout ailleurs dans le monde. D'après certaines informations, environ 100 personnes répondirent présentes au lieu des 20 000 annoncées.
Il y a aussi les actions de lutte contre des manifestants au Walter Reed Army Medical Center (un important hôpital militaire). En 2005, le groupe anti-guerre Code Pink a entamé des manifestations récurrentes à l'extérieur de l'hôpital qui accueille beaucoup de soldats gravement blessés à cause de la guerre en Irak et en Afghanistan. Selon certaines sources, les manifestants avaient emmené avec eux des cercueils avec des inscriptions qui disaient « Mutilés pour des Mensonges » et « Engagé ici et mort pour Halliburton ». Beaucoup de membres de Free Republic jugèrent ces manifestations outrageantes. Le responsable de la section de Washington, en compagnie d'autres groupes, organisa des anti-manifestations réussies, ce qui a probablement obligé Code Pink à restreindre sévèrement ses manifestations à Walter Reed.

### Bal Inaugural de Free Republic
En janvier 2005, Free Republic a organisé un Bal Inaugural au Washington Plaza Hotel dans l'intention de célébrer la réélection du Président Bush et du Vice-Président Dick Cheney, et d'« honorer nos hommes et nos femmes qui servent dans les forces armées ». L'événement compta la présence du gouverneur de l'Arkansas, Mike Huckabee et de son groupe de rock and roll Capital Offense.

## Influence politique
Des utilisateurs de Free Republic, notamment « TankerKC » (plus tard identifié comme étant Paul Boley, officier dans l'US Air Force) et « Buckhead » (identifié ensuite comme étant Harry W. MacDougald, avocat du Parti républicain à Atlanta) ont contribué, avec des membres des blogs Powerline et Little Green Football, à mettre fin au « Memogate », la controverse entourant la diffusion par CBS News de soi-disant notes de services de l'armée durant la campagne pour l'élection présidentielle américaine de 2004. Dans ces documents, le service militaire de George W. Bush était remis en cause. Le débat à propos de l'authenticité de ces notes s'est ensuite rapidement étendu à travers tout le Web via les blogs. Le Drudge Report (un site américain d'informations conservateur) et Associated Press ont repris, par la suite, l'information. Cet événement a sans doute joué dans le départ en retraite anticipé de Dan Rather, et dans les démissions forcées de Mary Mapes (une célèbre journaliste et productrice américaine) et de trois autres cadres du service d'informations de CBS.
Durant les élections américaines de 2004, Jerome Corsi, un membre de Swift Vets and POWs for Truth, une organisation de vétérans du Viêt Nam, et coauteur du livre controversé Unit for Command qui s'attaquait aux archives de l'armée concernant le candidat démocrate à l'élection présidentielle John Kerry durant la guerre du Viêt Nam, a présenté ses excuses aux médias nationaux pour des commentaires qu'il a postés sur Free Republic sous le pseudonyme de « jrlc ». Les messages ont été découverts et rendus publics par Media Matters for America, une organisation de gauche. En parlant de ces commentaires, Corsi déclara, « je n'adhère à aucun de ces propos et je m'excuse s'ils ont offensé quelqu'un » et « … l'humour politiquement incorrect dont j'ai fait preuve sur ce site n'est évidemment pas amusant pour tout le monde. »
L'actuel porte-parole de la Maison Blanche (et ancien commentateur de Fox News) Tony Snow était un membre actif du forum avant qu'il ne rejoigne l'Administration Bush – moment à partir duquel tous ses posts et son compte ont été supprimés. Beaucoup de ses messages ont néanmoins été archivés et montrent que Tony n'avait pas peur de se mêler avec les vrais Freepers, qui n'étaient pas toujours d'accord avec ses points de vue.
Le groupe de country Dixie Chicks a subi toute l'influence et la puissance de Free Republic. Ce groupe prétend qu'une grande partie de l'agitation qui s'est déployée contre eux après les commentaires anti-Bush de la chanteuse Natalie Maines a été alimenté par Free Republic. Le site figure clairement dans leur documentaire Shut up and sing, et dans leurs interviews, ils ont souvent évoqué le nom de Free Republic. La porte-parole de la section de Washington, Kristinn Taylor, a assisté à la séance de visionnage du documentaire, organisée par le groupe de recherche et de soutien de gauche Center for American Progress, et a ensuite été invité à participer à un débat, et a même reçu les félicitations du réalisateur.

## Controverses
Ivor Tossell a désigné Free Republic comme le « pire site internet de débat politique » et comme « un apprentissage de l'extrémisme politique qui, en dépit d'être une catastrophe anthropologique, s'installe dans le paysage ».
Free Republic a aussi été critiqué à cause de certains de ses membres qui sont suspectés d'être à l'origine de menaces contre l'ex-Président Clinton et contre le propriétaire d'un restaurant qui avait alerté les autorités lorsqu'une mineure, Jenna Bush (la fille de George W. Bush) avait tenté d'acheter de l'alcool dans son établissement. Ces messages de menaces ont été enlevés par Robinson lorsqu'il en a eu connaissance. Celui-ci insista sur le fait que le site a dû « supprimer relativement peu de posts » qui enfreignaient sa politique de « non-violence », comparé à la popularité de Free Republic et à ses facilités d'inscription,. Salon.com cite l'éditorialiste T.J. Walker qui pense que « l'influence politique de Free Republic s'accroît alors même que les menaces de mort sont de plus en plus nombreuses sur le forum. » Walker évoque ainsi des anciens politiciens américains qui ont rejoint le site, parmi lesquels Bob Barr, Christopher Hitchens, et James Rogan.

### Procès pour violation du droit d'auteur
C'était l'usage sur Free Republic d'autoriser et même d'encourager les utilisateurs à copier et coller en totalité les articles pourtant protégés par le droit d'auteur. Par conséquent, Free Republic a été poursuivi en justice par le Washington Post et le Los Angeles Times (qui ont en fin de compte gagné leur procès) pour infraction à la loi fédérale sur le droit d'auteur. L'affaire opposant L.A. Times à Free Republic est souvent citée lorsqu'on aborde le droit informatique. Les membres de Free Republic considérèrent le procès comme le complot des « médias de gauche » pour « étouffer » l'organisation, et Robinson parlera du procès comme d'une « lutte entre la vie et la mort contre les éléments de la machine de propagande socialiste. »